# 希比達
希比達（魯凱語：Sipita），是台灣魯凱族大武部落（Lubuwa，位於今屏東縣霧台鄉）的一位傳說人物，眼睛擁有強大的力量，但也因此生活備受困擾，最後遭到異族所殺。

## 傳說

### 身世與異樣
希比達出生在舊大武部落（Kalabwanane）時期，是部落中貴族家族Rebecake家的成員，本名叫卡勒麼各麼（Karemekeme）。他小時候和其他的小孩一樣活潑愛玩，卻在某天突然性格大變，不再跟別人玩、反而喜歡爬到家中的屋頂上曬太陽，家人對他這樣的轉變都感到很憂慮。

### 異能
後來，卡勒麼各麼的父母發現他的眼睛擁有奇怪的能力，只要他注視著蒼蠅，蒼蠅都會一隻隻死掉，這個能力隨著卡勒麼各麼長大後越來越強，到了可以殺死動物的程度，父母認為再這樣下去他遲早會危害到別人，因此決定把卡勒麼各麼安置在離部落十幾公里遠的一個叫Bilranganane的瀑布洞穴，並由家人送食物給他，每當家人到當地附近時，他們就會搖起鈴鐺，卡勒麼各麼聽到鈴鐺的聲音後就會摀住眼睛，直到家人把食物放下並再次搖鈴後離開才會張開，而他的名字也改為了希比達。隨著希比達住進那裡，當地的植物都被燒光、石頭也被燒成了紅色和黃色。

### 禁忌
雖然希比達擁有恐怖的力量，但也因為這個力量，周遭的異族都不敢攻擊大武部落，部落的族人因此相當尊敬他們家族，並且共同承擔希比達的生活支出，而希比達也告訴族人每個月的月末不要進行任何打獵活動也不要去獵場，不然會發生不幸，但有一次因為部落族人需要還是上山打獵了，結果造成十幾個人死亡，從此部落族人都好好遵守著這個禁忌，而因為他的能力，希比達又被部落的人稱為「希拜巴里」（Sipaipali，意近「異能者」）。

### 死亡
由於希比達的異能聲名遠播，一群來自舊大武部落北方、被稱為賽曼部落（Thaimane）的人想要除掉這個危險人物，他們在打聽希比達跟家人聯絡的方式後，便在某天由一群人來到他生活的地方搖鈴鐺，讓他以為家人來了而摀住眼睛，並且立刻被賽曼部落的族人殺死，但在他死後，摀著眼睛的布鬆脫，睜開著的眼睛又殺死了所有來殺死他的族人，最後只有一人應存，但他也無法再開口說話。